# Fourth
Fourth este un album de studio din 1971 al trupei din Canterbury Soft Machine . Albumul este intitulat și Four sau 4 în SUA; numeralul "4" este titlul așa cum el se vede copertă în toate țările. A fost primul album al formației în întregime instrumental cu toate că precedentul album Third deja începuse să traseze această nouă direcție a grupului spre jazz instrumental, formația abandonând imaginea de trupă pop psihedelică sau de rock progresiv cu care se făcuse cunoscută. A fost de asemenea ultimul lor album cu bateristul și membrul fondator Robert Wyatt, care după acest material a părăsit formația pentru a înregistra un album solo, The End of an Ear dar și pentru a forma un nou grup, Matching Mole, al cărui nume era o aluzie la "Soft Machine" care pronunțat în franceză suna "Machine Molle".

## Lista melodiilor
1. "Teeth" (Mike Ratledge) (9:15)
2. "Kings and Queens" (Hugh Hopper) (5:02)
3. "Fletcher's Blemish" (Elton Dean) (4:35)
4. "Virtually Part 1" (Hopper) (5:16)
5. "Virtually Part 2" (Hopper) (7:09)
6. "Virtually Part 3" (Hopper) (4:33)
7. "Virtually Part 4" (Hopper) (3:23)

## Componență
- Hugh Hopper - chitară bas
- Mike Ratledge - orgă (Lowrey), pian (Wurlitzer)
- Robert Wyatt - tobe
- Elton Dean - saxofon alto, saxello

cu
- Roy Babbington - bas dublu (1, 3, 4, 6)
- Marc Charig - cornet (2, 3, 4)
- Nick Evans - trombon (1, 2, 4)
- Jimmy Hastings - flaut alto (6), clarinet bas (1, 6)
- Alan Skidmore - saxofon tenor (1, 6)